# Husa polní
Husa polní (Anser fabalis) je větším druhem husy z řádu vrubozobých. Od husy velké se liší celkově tmavším zbarvením, absencí světle šedých křídelních krovek a zbarvením zobáku, který je tmavý s různě širokým oranžovým pruhem.

## Taxonomie
Některým z poddruhů husy polní je v současnosti přiznáván status samostatného druhu. Americká ornitologická unie uznala jako samostatný druh husu tundrovou (anglicky Tundra Goose) (Anser serrirostris Swinhoe, 1871). Od vlastní husy polní se liší morfologicky (velikost, proporce, zbarvení), etologicky (hlas, průběh aktivity) a samostatnými zimovišti. Dříve zmiňované hybridní zóny ve skutečnosti neexistují. Rozdělení původních poddruhů k jednotlivým druhům je následující:
- husa polní, A. fabalis
  - A. f. fabalis
  - A. f. johanseni
  - A. f. middendorffii
- husa tundrová, A. serrirostris
  - A. s. serrirostris
  - A. s. rossicus

V Evropě jsou oba druhy prozatím považovány za jediný, přičemž probíhají genetické studie směřující k vyjasnění otázky taxonomie druhu.

## Popis
- Délka těla: 69–88 cm
- Rozpětí křídel: 140–174 cm
- Hmotnost: 1,7–4 kg[5]

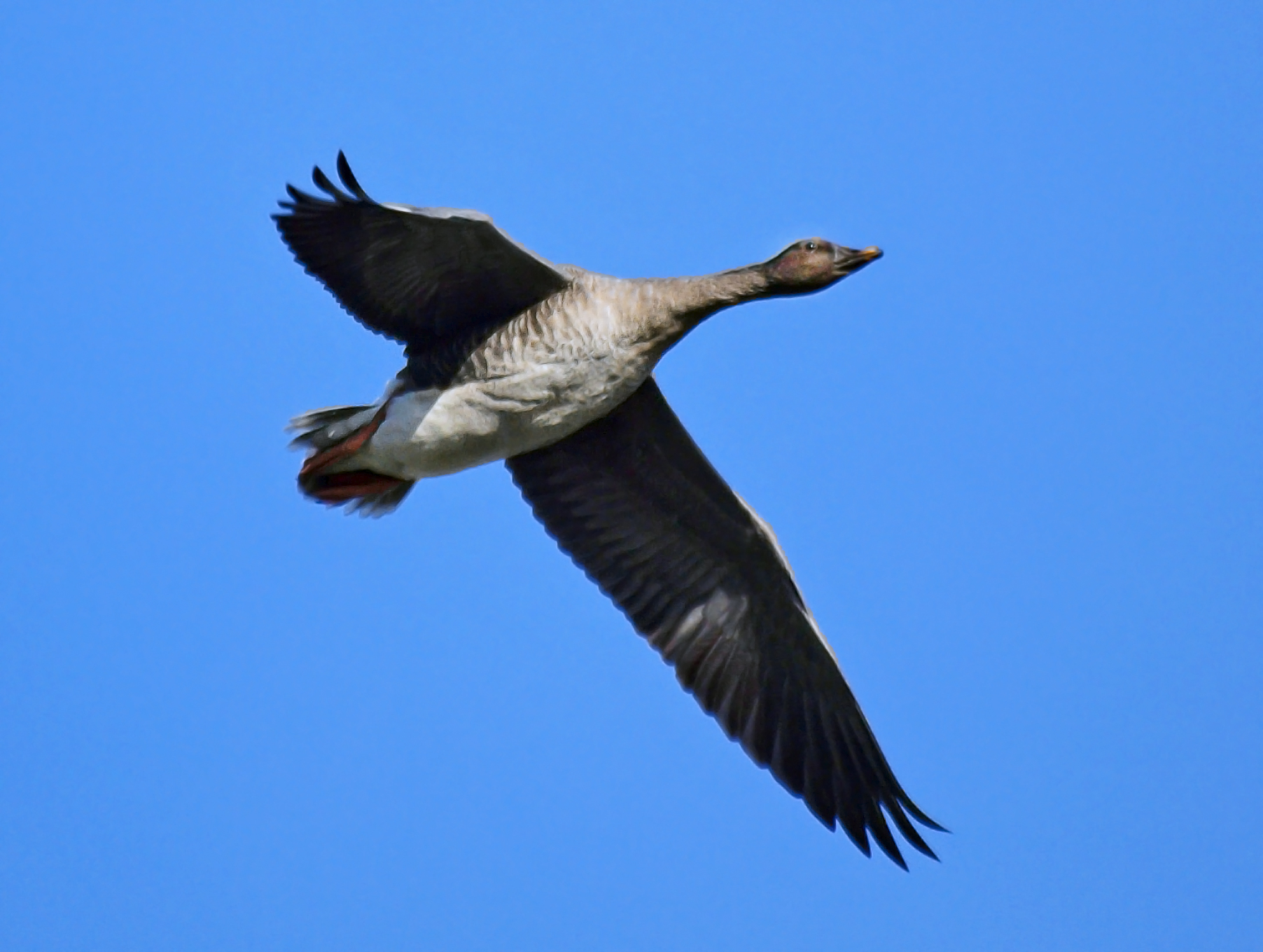
Letící husa polní

Středně velká až velká husa, obecně tmavého vzezření a s dlouhými křídly. Hlava a krk jsou tmavé, ramenní letky a svrchní křídelní krovky mají výrazné bílé lemy. Nohy jsou oranžové až červené. Zobák může být po stranách u kořene lemován bílým ozobím, zpravidla ale ne v takovém rozsahu jako u husy běločelé či malé.

Od podobných druhů hus (husa velká, husa krátkozobá) se liší zejména oranžovýma nohama (zbylé dva druhy mají nohy více či méně růžové). V letu lze husu polní poznat podle tmavé svrchní strany křídel. Od husy krátkozobé se liší robustnější hlavou a větším zobákem, což ale nemusí být na větší vzdálenost patrné.

### Hlas
Ozývá se hlubokým nosovým troubením o dvou až třech slabikách. Hlas je o něco málo hlubší než hlas husy krátkozobé.

## Rozšíření
Hnízdní oblasti se nacházejí v ruské tajze a tundře, kde husy vyhledávají jezera, mokřady a rašeliniště. Zimoviště jsou v západní a střední Evropě.

### Výskyt v Česku
Od září do března lze pozorovat protahující i zimující hejna, často společně s husami běločelými. Tradičními zimovišti jsou jihočeské a jihomoravské rybníky a nádrže.

## Bionomie

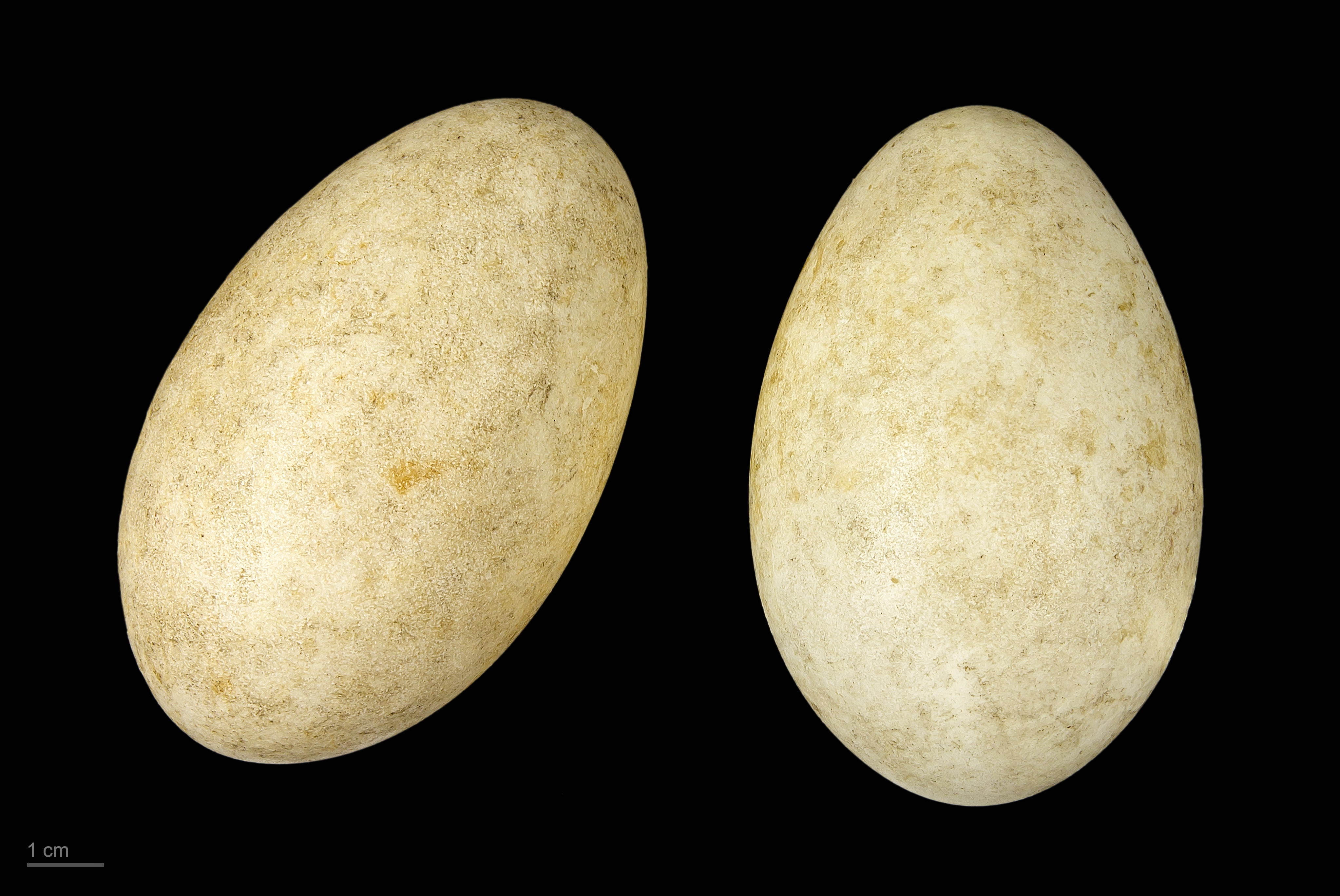
Vejce husy polní

Živí se výhradně rostlinnou potravou, převážně trávami. Je ostražitá a plachá.

Hnízdí jednou za rok mezi květnem a červnem. Hnízdo představuje kotlina vystlaná trávou a mechem. Samice snáší 4–6 špinavě bílých vajec, která inkubuje sama po dobu 27–29 dní. O nekrmivá mláďata se pak další dva měsíce starají oba rodiče.

## Hospodářský význam
Z hlediska české myslivosti představuje husa polní lovnou zvěř. Je možno ji lovit v období od 16. srpna do 15. ledna.